# 中島ヨシキ
中島 ヨシキ（なかじま よしき、1993年6月26日 - ）は、日本の男性声優。神奈川県横浜市出身。81プロデュース所属。

## 経歴
中学の夏休みにアニメ好きの友人から「これから受験で忙しくなるから、思い出作りにアフレコ体験に行ってみよう」と誘われ、当時横浜の関内にあった代々木アニメーション学院のオープンキャンパスへ行く。初めてのアフレコ体験だったが物怖じしなかったせいか、講師から代アニオーディションに誘われ、気質的に断ることができずオーディションを受けたところ、そこで賞を受賞する。高校受験から逃げたかったこと、受賞から一部学費が免除されることから、家に帰って「声優になりたい」と話すと母親から呆れられたり、怒られたりした話をたびたびラジオなどで話している。
最終的に両親が折れる形で「学校を辞めない、迷惑をかけないこと」を条件に15歳から代々木アニメーション学院横浜校へ通う。後に「初めて親に反抗したかった、自分から道を選んだことは大きな反抗だった」と話している。
代々木アニメーション学院横浜校声優タレント科卒業後、81ACTOR'S STUDIOに入所。養成期間を経て、2012年4月、81プロデュースジュニア所属となる。
専門学生時代はニッポン放送アナウンサー・吉田尚記と田中理恵がパーソナリティを務める『YAGアニメラボ』（ニッポン放送）の番組レポーターを担当していた。
事務所の先輩である玉木佑和が立ちあげた劇団「初恋企画」に所属していた。出演だけでなく、脚本、演出も担当。第2回公演では本格的に演出として携わり、キャストとしての出演はない。
2017年、「伊東健人と中島ヨシキがあなたを夢中にさせるラジオ〜ゆめラジ〜」番組内で誕生した音楽ユニットUMakeとしてアーティストデビュー。作詞を担当。
2020年4月1日、作曲家の桑原聖、声優の梅原裕一郎、演出家の渡辺大聖との4人でのバンド「Sir Vanity」の活動を開始。
2020年7月20日、個人プロデュースのアパレルブランド「TRUE Self」をリリース。

## 人物
代アニの先輩後輩という関係である松岡禎丞と仲が良い。
お年玉といえば『いちご100%』である（お年玉を握りしめて全巻購入したことから）。
少年漫画は『少年ジャンプ』よりも『少年サンデー』派であった。
趣味・特技はデザイン、音響制作、料理。得意料理はパスタ。
自身にとって日常すぎて趣味と認識していなかったが、カレー好き、漫画好きとラジオで話している。カレーは週7で食べることもあるほど、漫画はKindleで6000冊ほど保有しており、漫画はなんでも読むが、昔から読んでいる漫画は『金色のガッシュベル』、好きな漫画はレシピや食べ歩きのお店が載っている漫画、次点で少女漫画。『桜蘭高校ホスト部』や『俺様ティーチャー』などをあげている。
オスのベンガル猫を飼っており、名前は「てとら」。由来は『あんさんぶるスターズ!』で自身が演じる南雲鉄虎から。現在はもう一匹を加え、計2匹と生活している。
斉藤壮馬とは、桑原聖と3人ですし部を兼任している。
「内田雄馬に肉を食わせる会」略して「肉会」で幹事を務めることが多い。

## 出演
太字はメインキャラクター。

### テレビアニメ
2012年
- クロスファイト ビーダマンeS（タカシ）
- SKET DANCE（ヤンキー、男子生徒、使用人、男子）
- たまごっち! ゆめキラドリーム（船長）
- 超速変形ジャイロゼッター（2012年 - 2013年、稲葉タクミ、鈴木、イレイザーα、仁村 他）
- めだかボックス（オーケストラ部員）
- メタルファイト ベイブレード ZEROG（2012年 - 2013年、ブレーダーC、ブレーダーD、ブレーダー、ブレーダーA、取り巻きE、ブレーダーB）
- ヨルムンガンド PERFECT ORDER（SR班隊員）

2013年
- キルラキル（生徒C、風紀委員B）
- ぎんぎつね（神尾清悟）
- THE UNLIMITED 兵部京介（警備員）
- ステラ女学院高等科C3部（車内アナウンス、お客A、ゲーム機）
- 声優戦隊ボイストーム7（妄想獣ナオト、プレイヤー、社員）
- 団地ともお（2013年 - 2014年、アリ使い、おにいさん、白衣の男、蘇我入鹿、悪の男の部下C）
- デュエル・マスターズ ビクトリーV3（2013年 - 2014年、アレキサンドライト、不防タツキ、紫藤、ヨルムンガルド）
- 東京レイヴンズ（男子C）
- バクマン。3（男子）
- ビーストサーガ（街の男A、コアレム兵、ビックセロウの子分B、アゴール、ピラゾンA）
- ポケットモンスター ベストウイッシュ シーズン2 デコロラアドベンチャー（観客）

2014年
- 怪盗ジョーカー（2014年 - 2016年、警備員、忍者C、手下B、監視員2）
- PSYCHO-PASS サイコパス 2（人質、オペレーター、若者、管制官）
- 残響のテロル（刑事、アナウンサー）
- そにアニ -SUPER SONICO THE ANIMATION-（商店街の店主C、若い衆）
- ドラゴンコレクション（2014年 - 2015年、コップ、リバイブ・ロジャー、ヘッドバッシャー、ダンテ、フラジェルス 他）
- 猫ピッチャー
- ハマトラ（長谷川）
- ヒーローバンク（鮮魚店B）
- プリパラ（2014年 - 2015年、管理人、アナウンサー、SP、カメラマン）
- 弱虫ペダル（観客）

2015年
- かみさまみならい ヒミツのここたま（佐藤）
- 境界のRINNE（セールスマン、男子D）
- Classroom☆Crisis（ユウジ部下C）
- 冴えない彼女の育てかた（男性）
- 探偵チームKZ事件ノート（立花裕樹）
- ポケットモンスター XY 特別編 最強メガシンカ 〜Act III〜（オペレーターB）

2016年
- 亜人（チンピラ、報道陣、アナウンサー、観測手、亜人 他） - 2シリーズ
- エンドライド（親衛隊長、ベオペトル、ジョゼフ）
- この素晴らしい世界に祝福を!（2016年 - 2024年、クエストメッセージA、町人C、冒険者、アクシズ教徒、石けんの男 他） - 3シリーズ
- ナースウィッチ小麦ちゃんR（司会者、司会A）
- フューチャーカード バディファイトDDD（アメンクラー十七世）
- マギ シンドバッドの冒険（兵士B）

2017年
- 戦刻ナイトブラッド（山県昌景）
- アイドルマスター SideM（山下次郎）
- DYNAMIC CHORD（青井有紀）

2018年
- ヒナまつり（新田義史）
- 甘い懲罰〜私は看守専用ペット（比嘉大和） - 通常版
- ガンダムビルドダイバーズ（カルナ）
- 千銃士（ユキムラ）
- アイドルマスター SideM 理由あってMini!（山下次郎）
- BAKUMATSU（2018年 - 2019年、晴明、スサノオ兵） - 2シリーズ
- INGRESS THE ANIMATION（翠川誠）

2019年
- アイカツフレンズ!（編集者）
- 同居人はひざ、時々、頭のうえ。（押守優伍）
- 風が強く吹いている（係員A）
- B-PROJECT〜絶頂*エモーション〜（猫実）
- Fairy gone フェアリーゴーン（セルジュ・トーヴァ） - 2シリーズ
- ポチっと発明 ピカちんキット（サリー）
- あんさんぶるスターズ!（南雲鉄虎）
- トライナイツ（灘誠一郎）
- スタンドマイヒーローズ PIECE OF TRUTH（桐嶋宏弥）
- 名探偵コナン（森島草太）

2020年
- プランダラ（リヒトー・バッハ / 坂井離人）
- ハイキュー!! TO THE TOP（丸山一喜）
- アルゴナビス from BanG Dream!（神ノ島風太）
- 遊☆戯☆王SEVENS（猫山シュレディンガー）
- 呪術廻戦（生徒会長）

2021年
- WAVE!!〜サーフィンやっぺ!!〜（田中ナル） - 2020年に3部作として劇場上映
- Dr.STONE（2021年 - 2025年、上井陽） - 5シリーズ + 特別編
- 約束のネバーランド（シスロ）
- ウマ娘 プリティーダービー Season 2（モブB）
- TSUKIPRO THE ANIMATION 2（篁圭人）
- ぼくたちのリメイク（柿原将）

2022年
- 賢者の弟子を名乗る賢者（セロ）
- オリエント（甘粕政紀） - 2シリーズ
- アオアシ（青井瞬）
- リーマンズクラブ（新人）
- ようこそ実力至上主義の教室へ（2022年 - 2024年、町田浩二） - 2シリーズ

2023年
- UniteUp!（2023年 - 2025年、辻堂真音） - 2シリーズ
- もののがたり（硯） - 2シリーズ
- 山田くんとLv999の恋をする（古川たくま）
- 漣蒼士に純潔を捧ぐ（漣蒼士）
- この素晴らしい世界に爆焔を!（ぶっころりー、冒険者）
- Opus.COLORs（御来屋楓）
- 遊☆戯☆王ゴーラッシュ!!（猫山シュレディンガー）
- 転生貴族の異世界冒険録〜自重を知らない神々の使徒〜（四天王B）
- 『ヒプノシスマイク-Division Rap Battle-』Rhyme Anima +（取締役）

2024年
- 最弱テイマーはゴミ拾いの旅を始めました。（ロイグルト）
- Unnamed Memory（2024年 - 2025年、オスカー） - 2シリーズ
- Re:Monster（鈍鉄騎士）
- エグミレガシー（モヒカン・ドット、ピザボーイなおき）
- 最凶の支援職【話術士】である俺は世界最強クランを従える（ロイド）
- 多数欠（深見傭平）
- パーティーから追放されたその治癒師、実は最強につき（マーネル）
- きのこいぬ（火野くん）

2025年
- Aランクパーティを離脱した俺は、元教え子たちと迷宮深部を目指す。（サイモン）
- ハニーレモンソーダ（まさし）
- 青のミブロ（扇動）
- 渡くんの××が崩壊寸前（徳井重信）
- 光が死んだ夏（巻ゆうた）
- サイレント・ウィッチ 沈黙の魔女の隠しごと（シリル・アシュリー）
- ニャイト・オブ・ザ・リビングキャット（マサキ）

### 劇場アニメ
- あした世界が終わるとしても（2019年、ジン[75]）
- 映画 この素晴らしい世界に祝福を!紅伝説（2019年、ぶっころりー[76]）
- 劇場版 転生したらスライムだった件 紅蓮の絆編（2022年、ヴィオレの料理人）
- クラユカバ（2023年、荘八）
- クラメルカガリ（2024年、伍長[77]）
- 劇場版 鬼滅の刃 無限城編 第一章 猗窩座再来（2025年）

### OVA
- ショコラの魔法（2012年、編集長）

### Webアニメ
- ソウタイセカイ（2017年、高校生[78]）
- 15歳、今日から同棲はじめます。（2018年、向奏志）
- 峰岸さんは大津くんに食べさせたい（2020年、大津くん[79]）
- ガンダムビルドダイバーズRe:RISE（2020年、カルナ）
- 舌先から恋（2023年 - 2024年、達成[80][81]） - 2シリーズ[一覧 11]

### ゲーム
2012年
- エクストルーパーズ（アカデミーズ 他）

2013年
- 超速変形ジャイロゼッター アルバロスの翼（ニック&ハック）

2014年
- ヴァルハラナイツ3 GOLD
- 幕末Rock（武士）
- 幕末Rock 超魂（隊士）

2015年
- アイドルマスター SideM（2015年 - 2023年、山下次郎）
- あんさんぶるスターズ！（2015年 - 2020年、南雲鉄虎）
- ザクセスヘブン（砂押マキオ、国東ホウセイ）
- 白猫プロジェクト（ザック）
- スマカレ（鈴木智）
- 忍務遂行（舟倉理人）
- ネットハイ（甲斐亜輝）

2016年
- あの夜からキミに恋してた（桐谷冬馬）
- 怪盗夜想曲 〜ファントムノクターン〜（エルロック）
- スタンドマイヒーローズ（桐嶋宏弥、成瀬明、芝秀介）
- SOUL REVERSE ZERO（織田信長、テセウス、甘寧、太史慈、アラン・ア・デイル）
- DYNAMIC CHORD feat.apple-polisher（青井有紀）
- ドラゴンクエスト モンスターバトルスキャナー（マイクマンヨシキ）
- ドラゴンジェネシス 聖戦の絆（ローラン）
- マジカルデイズ the Brats’s Parade（ジン）

2017年
- 花朧 〜戦国伝乱奇〜（?????）
- 恋愛幕末カレシ〜時の彼方で花咲く恋〜（晴明）
- フューチャーカード バディファイト 目指せ!バディチャンピオン!（アメンクラー十七世）
- 異世界でカフェを開店しました。（ラインハルト・ハウエル）
- パラノーマルキス -Paranormal Kiss-（新田杖二、望月直夜、天宮レオ、音無譲）
- クイズRPG 魔法使いと黒猫のウィズ（2017年 - 2020年、プグナ・マルカ、ユウェル・サクラリッジ）
- アイドルマスター SideM LIVE ON ST@GE!（2017年 - 2020年、山下次郎）
- ブレイジング オデッセイ（シュゾウ）
- CARAVAN STORIES（グァラル）

2018年
- LibraryCross∞ -ライブラリークロスインフィニット-（結）
- Shadowverse（キングスノーマン、ワイルドスノーマン、スノーナイト、災厄の魔神）
- ダッシュ!（エドガー）
- DYNAMIC CHORD feat.apple-polisher V edition（青井有紀）
- DREAM!ing（牛若湊）
- アークザラッド R（ハルト）
- あやかし恋廻り（紅狼）

2019年
- 非人類学園 Extraordinary Ones（虎力）
- グリムエコーズ（ヨリンゲル）
- 禍つヴァールハイト（ハーゼ）
- 剣と天秤のディテクタシー（ルーファス）
- ブラックスター -Theater Starless-（リンドウ）
- パレットパレード（ドラクロワ）
- クロスクロニクル（クラウス）
- Choice×Darling-チョイダリ（舘川太輔）

2020年
- あんさんぶるスターズ!! Basic / Music（2020年 - 2023年、南雲鉄虎） - 2作品
- ブリガンダイン ルーナジア戦記（アデュー）
- グランブルーファンタジー（エリク 他）
- エリオスライジングヒーローズ（ビリー・ワイズ）
- キャプテン翼 RISE OF NEW CHAMPIONS（ジャン）
- ピオフィオーレの晩鐘 -Episodio1926-（テオ）

2021年
- アルゴナビス from BanG Dream! AAside（神ノ島風太）
- WAVE!! 波乗りボーイズ（田中ナル）
- Fate/Grand Order Arcade（ジャック・ド・モレー）
- サンクタス戦記-GYEE-（タニリーア）
- MAGLAM LOAD / マグラムロード（ダリス）
- アイドルマスター ポップリンクス（山下次郎）
- m HOLD'EM（椎名友輝）
- 新すばらしきこのせかい（フウヤ）
- アイドルマスター SideM GROWING STARS（2021年 - 2023年、山下次郎）
- ラグナドール 妖しき皇帝と終焉の夜叉姫（馬頭）
- バースセイバー（ケレブソロニオン）
- ウインドボーイズ！（向十希）

2022年
- ブラウンダスト（ランガー）
- メダロットS（トガメ イク）
- パラレルトリップ（柳桜志郎）
- ドラゴンクエストX 目覚めし五つの種族 オフライン（キンナー調査員）
- 信長の野望 覇道（浅井長政）

2023年
- この素晴らしい世界に祝福を！ファンタスティックデイズ（ぶっころりー）
- ヘブンバーンズレッド（二枚目）

2024年
- アルゴナビス -キミが見たステージへ-（神ノ島風太）
- ユニコーンオーバーロード（グロスタ）
- 東京ディバンカー（観月累）
- 廻らぬ星のステラリウム（アムル）
- Library of Ruina（アルガリア）
- 18TRIP（叢雲添）
- ベイブレードエックス XONE（黒羽ハヤテ）

2026年
- ハンサムロンダリング -the mystic lover-（善知鳥全）

### ドラマCD
年度不明
- 盗聴探偵物語（アナウンサー 他）
- のぶながっ!（家臣）

2012年
- ラジオドラマエクストルーパーズ

2013年
- 銀河御承知ガッテンダー（若様）

2014年
- 魔法☆中年 おじまじょ5 〜おじまじょ5、秘密の特訓（前編）〜

2015年
- THE IDOLM@STER SideM ST@RTING LINE-05 W（山下次郎）
- THE IDOLM@STER SideM ST@RTING LINE-06 S.E.M（山下次郎）
- SolidS vol.4（ライター）
- DYNAMIC CHORD vocalCDシリーズvol.4 apple-polisher（青井有紀）
- DYNAMIC CHORD documentaryCD feat.apple-polisher（青井有紀）

2016年
- TVアニメ「この素晴らしい世界に祝福を!」サントラ&ドラマCD Vol.2「この素晴らしい走馬燈に祝福を！」（男警官）
- DYNAMIC CHORD love U kiss series vol.14 〜UK〜（青井有紀）

2017年
- 一途なカレにひたすら告白されるCD 好きだよ、先生編（槇村瞬）
- DYNAMIC CHORD shuffleCDシリーズ2nd vol.4 Mr.Perfect（青井有紀）
- DYNAMIC CHORD Vacation Trip CD series apple-polisher（青井有紀）

2018年
- おとどけカレシ -Extra Memories- CASE by 桜川 要（桜川要）
- おとどけカレシ -Extra Memories- drama type I ＆ type II（桜川要）

2019年
- BBB-Traplip- TYPE.7 美容外科医（綾野拓也）
- BBB-Honeylip- episode 4（綾野拓也）
- わたしのコンシェルジュ Part.2 ヒビキ（ヒビキ）
- 音戯の譜〜CHRONICLE〜 朱殷ノ獄門（小葛籠）
- JAZZ-ON!（氷室奏斗）
- カモンフェローズ！ チャンネル0 Not Ready （天城）

2020年
- ワケアリ四畳半 Room1 流されやすい×若手芸人（大熊廉）
- DOUBLE DARE STORIES side NESH（シン）
- 幕末男子 －新選組時空伝－（土方歳三）
- 帷 Drama innovation（天城士欧）
- Re◆CARAT Vol.1 紅坂珠樹（紅坂珠樹）
- 青い春の音がきこえる 第1巻 - 4巻（柳屋伊吹）

2021年
- DREAM!ing 〜掴め!漫才ドリーム!〜（牛若湊）
- 朗読喫茶 噺の籠 〜あらすじで聴く文学全集〜 人間椅子/注文の多い料理店/羅生門（「注文の多い料理店」の朗読）
- HELIOS Rising Heroes ドラマCD Vol.3－East Sector－（ビリー・ワイズ）
- 東京カラーソニック!! Prologue（加地春飛）
- 東京カラーソニック!! Unit.2 伊織×春飛（加地春飛）
- Live us vol.1 - vol.6（響渡櫂）
- アイドルマスター SideM ドラマCD「緑陰のGymnasium」（山下次郎）
- ファビュラスナイト Host-Song Reservation -Khaki- ヒメル（RYO-YA）
- 東京カラーソニック!! Epilogue（加地春飛）

2022年
- DYNAMIC CHORD vocalCD series 2nd apple-polisher（青井有紀）
- TV 僕ら的には理想の落語 ドラマCD 僕ら的には理想のホール!? （万識）
- 朗読喫茶 噺の籠 〜あらすじで聴く文学全集〜 放浪記 / ごんぎつね・てぶくろを買いに / 一房の葡萄（「一房の葡萄」の朗読）
- 東京カラーソニック!! Growing STARTING（加地春飛）
- HELIOS Rising Heroes エンディングテーマ SECOND SEASON Vol.1（ビリー・ワイズ）
- HELIOS Rising Heroes 1st Full Album（ビリー・ワイズ）
- ファビュラスナイト Host-Song Luxury “SYAKUNETSU”（RYO-YA）
- 帷 陰陽シリーズ 陰 Black with high purity・陽 Lively and dazzling light（天城士欧）
- 東京カラーソニック!! Growing Creation3 巴・未來（加地春飛）
- 東京カラーソニック!! Growing Creation4 海吏・春飛（加地春飛）

2023年
- 東京カラーソニック!! Growing ENDING（加地春飛）
- ハンサムロンダリング case.1、case.3（善知鳥全）
- Opus.COLORs 1stドラマCD「#FF0000 RED」（御来屋楓）
- 東京カラーソニック!! Trust BIRTH（加地春飛）
- 東京カラーソニック!! Trust Ep.01 Reboost（加地春飛）
- ＴＶアニメ『吸血鬼すぐ死ぬ』ドラマCD（吸血鬼・ボウリングスターブラザーズ弟）
- Perfumer 〜私の調香師〜 シチュエーションCD Perfumer.VIII 都築ハヤト（都築ハヤト）

2024年
- 東京カラーソニック!! Trust DEP（加地春飛）

### BLCD
2012年
- ダブルミンツ（担任教師）

2013年
- 静かにことばは揺れている・9・11（2013年 - 2014年、AD、オネエ、作業員、ボブキャット）

2014年
- それでも、やさしい恋をする（ケン）
- 碧の王子〜Prince of Silva〜（ミゲル）

2015年
- 二川くんは恋したい!（大学生1、大学生3）

2016年
- ひだまりが聴こえる（2016年‐2021年、ヨコ〈横山智紀〉）
  - ひだまりが聴こえる-幸福論-
  - ひだまりが聴こえる -リミット-

- それから、君を考える（ヤス）
- 愛の裁きを受けろ！（刺野）

2017年
- ギヴン－given－2（吉田由紀）
- ネオンサイン・アンバー（サヤ〈佐矢真崎〉）
- 恋するヤンキー（風弥透）
  - 恋するヤンキー2

- 純情ビッチ、ハツコイ系（横峰遥夜〈ハルヤ〉）
- 暴走リーマン、ヘンタイ系（横峰遥夜）
- クラックスター（シノ〈篠宮〉）
- ピンクとまめしば（アツト）
- 真夜中ラブアライアンス（2017年－2020年、ヒロト）
  - 真夜中ラブアライアンスDEEP

- ジャッカス!（原啓介）
- 私の知らない彼らのヒミツ / デアイ（2017年－2020年、磯ケ谷充希）

2018年
- ドSおばけが寝かせてくれない（2018年－2022年、寺田康祐）
  - ドSおばけが寝かせてくれない②
  - ドSおばけが寝かせてくれない③

- 願いを叶える流れ星 -Liam-（稲月翔）
- 狂い鳴くのは僕の番;β シリーズ（2018年 - 2021年、白取優雨）
  - 狂い鳴くのは僕の番;β
  - 狂い鳴くのは僕の番;β 2
  - 狂い鳴くのは僕の番;β 3

- スクラッチブルー（空）
- ただのクラスメイトから恋人になるたった1つの方法 Method.2（百瀬虎太郎 / 百瀬竜巳）
- 恋するサノバビッチ（白田みのる）
- アワーハウスラブトラブル（要）
- 好物はこっそりかくして腹のなか（ノリス）
- 赤い糸の執行猶予（荒子繋司）
- 入室ノックは忘れずに（矢澤颯太）
- くらやみにストロボ（宮本正太朗）
- 落果（りんご）
- 魔彼 MAKARE〜魔は来たりて彼を堕とす〜第3巻・5巻 天編（マキエル）
- アイドルだって恋をする Vol.2（浅田颯）
- 酷くしないで3・4・5＆小鳥遊彰編（2018年 - 2020年、眠傘隆）

2019年
- ハローモーニングスター（篤人）
- 過剰妄想少年（2019年 - 2021年、暮島弘）
  - 過剰妄想少年 4巻ドラマCD付

- 愛は金なり（2019年 - 2021年、ソラ）
  - 愛は金なりII

- LOVE HOLE 101号室 〜テッペン↑超えちゃって〜（西村成生）
- 愛しのXLサイズ（2019年 - 2022年、小林哲也）
  - 愛しのXLサイズ・続
  - 愛しのXLサイズ・続々

- 三兄弟、おにいちゃんの恋（2019年 - 2021年、ミキ）
  - 三兄弟、おにいちゃんの愛

- リンク アンド リング（久長）

2020年
- 溢れて零れて、我慢できない（綾）
- みだらな猫は爪を隠す（2020年 - 2022年、天野陸）
  - みだらな猫は甘く啼く
  - みだらな猫は吐息にとろける

- 男子高校生、はじめての シリーズ（2020年 - 2022年、煉谷什三）
  - 第13弾 真夜中は落ちこぼれ
  - 4th after Disc 〜Just you!〜
  - オールコンビネーションCD vol. 4

- 絶対BLになる世界VS絶対BLになりたくない男（2020年 - 2023年、主人公）
  - 絶対BLになる世界VS絶対BLになりたくない男2
  - 絶対BLになる世界VS絶対BLになりたくない男3
  - 絶対BLになる世界VS絶対BLになりたくない男4

- ハッピークソライフ（2020年 - 2024年、粕谷京太郎）
  - ハッピークソライフ2
  - ハッピークソライフ3
  - ハッピークソライフ東京編

- サハラの黒鷲2 sideアルキル（ヴェン）
- シャングリラの鳥（2020年 - 2023年、フィー）
  - シャングリラの鳥II
  - シャングリラの鳥III

- 嫌いでいさせて（2020年 - 2022年、京介） 
  - 嫌いでいさせて2
  - 嫌いでいさせて3
  - 嫌いでいさせて5

- こんなの運命じゃないから勘違いしないで 上（佐江城銀河）

2021年
- やましい恋のはじめかた（吾妻春）
- 有休オメガ（鈴谷明継）
- 性癖ヤバめなオトコに狙われました。（小山佑）
- 恋愛なんてゆるしません（直斗）
- 鬼上司・獄寺さんは暴かれたい。（2021年 - 2024年、百田甲斐）
  - 鬼上司・獄寺さんは暴かれたい。2
  - 鬼上司・獄寺さんは暴かれたい。3
  - 鬼上司・獄寺さんは暴かれたい。4

- 繋いだ恋の叶え方（荒子繋司）
- トンでもない俺のα（シノ）
- イキガミとドナー（2021年 - 2024年、鬼道慧）
  - イキガミとドナー 二人のイキガミ（鬼道慧）

- 君には届かない（藤野孝介）
- 猫とスピカ（2021年 - 2022年、シーナ）
  - 猫とスピカ2

2022年
- 失恋ジャンキー（真白慧太）
- キス・アンド・ナイト（加賀）
- マスク男子は恋したくないのに2（2022年－2024年、敦賀照道）
  - マスク男子は恋したくないのに3

- 年上のひと（青村翼）

2023年
- ハジメテだけどカメラの前で（立花）
- ひみつの朝にはキスの雨　上+下（月舘世緒）※アニメイト限定セット書き下ろしシナリオドラマCD付
- 2ndバージンのじょうずな捨て方（久我汰斗）
- 舌先から恋 ※1巻ドラマCD付特装版（達成） 
  - 舌先から恋1

- 結んだ恋の伝え方（荒子繋司）
- むかつくアイツに撫でられたい。（綾瀬）
- フェロウメロウ（乾充寿）
- 悪人の躾け方（針間）

2024年
- サディスティックオープンマインド（一ノ瀬悠翔）
- 宵闇シュガーキャット（茅原樹）
- ビタープレイメイト（大島侑弦）
- それでも君と恋がしたい！（本田大和）
- ひとりえっちオンライン ※特典ドラマCD付（桐谷隼人）
- 相原君と嘉島君はラブコメかもしれない（嘉島直人）

2025年
- 憐れなβは恋を知らない2（芦屋蒼士）

### ラジオCD
- ラジオ ヒナまつり Little Songへようこそ Vol.1
- 斉藤壮馬・石川界人のダメじゃないラジオ 第5期、第9期
- HELIOS Rising Heroes ラジオ マンデーナイトヒーロー vol.1 - 3

### ラジオドラマ
- グラナド・エスパダ（2013年、エポリテ 役）
- らじどらッ!〜夜のドラマハウス〜 #20「チョコレート」（2016年）
- チートを作れるのは俺だけ〜無能力だけど世界最強〜（2018年、ハード・クワ―ティー 役[145]）
- ブランディア presents 眠れる森の美しいモノたち（2022年[146]）

### オーディオドラマ
- VARIANT Re:CORD（2018年、CT〈クロニクル・テラー〉[147]）
- アイドルマスター SideM「315 PASSION CONTENTS」（2023年 - 2024年、山下次郎） - 3作品[一覧 12]

### オーディオブック
- 舞踏会と身代わりシンデレラ（2015年、クラウディオ・セヴェリーニ[148]）
- スクラップ・アンド・ビルド（2016年、大輔[149]）
- 七日の喰い神（2019年、古川七日[150]）
- 青くて痛くて脆い（2019年、董介）
- AURA 〜魔竜院光牙最後の闘い〜（2019年、担任教師 ほか[151]）

### デジタルコミック
- 神解きのレジスト（2012年、蘭隼人）
- キミのとなり。〜年の差恋愛の事情〜（2019年、木村健一郎[152]）
- あをによし、それもよし（2020年、小野老[153]）
- 交差点珍道中（2021年、八重オースケ[154][155]）
- 合コンに行ったら女がいなかった話（2021年、常盤[156]）
- 最後の不良（2022年、桐ヶ谷完[157]）
- 愛追うふたり（2022年、高砂一樹）[158]
- 愛想が尽きない（2023年、桐島柊）[159]
- わるいこと、教えてください（2023年、菅生[160]）
- 失恋オメガは愛されたい（2024年、一ノ瀬ノア）[161]

### 吹き替え

#### 映画
2012年
- ピッチ・パーフェクト

2013年
- オキュラス/怨霊鏡（マイケル・デュモント〈ジェームズ・ラファティ〉）
- グランド・ジョー（ゲリー・ジョーンズ〈タイ・シェリダン〉）
- ティーン・ビーチ・ムービー（ラスカル〈ケント・ボイド〉）
- デビルズ・ノット（ダミアン・エコールズ〈ジェームズ・ハムリック〉）
- ブロークンシティ（トッド・ランカスター〈ジェームズ・ランソン〉）

2014年
- エクスペンダブルズ3 ワールドミッション（衛兵8）
- ディバイナー 戦禍に火を求めて
- モンスターズ/新種襲来

2015年
- エアポート2015（ナイジェル〈ロビー・ケイ〉）
- X-ミッション
- 死霊高校
- セッション
- ティーン・ビーチ2（ラスカル〈ケント・ボイド〉）
- テッド2（ダンザー〈セバスチャン・アーセラス〉）
- トリプルヘッド・ジョーズ（ハワード）
- 20歳よ、もう一度
- ボーイ・ソプラノ ただひとつの歌声（ウーリー〈ケヴィン・マクヘイル〉）
- マッドマックス 怒りのデス・ロード（タンクのウォー/ボーイ2）

2016年
- グランド・ジョー（ゲリー〈タイ・シェリダン〉）
- 羊飼いと屠殺者（レオン・ラブスカッニー〈ガリオン・ダウズ〉）
- ブラフマン・ナーマン 〜性春のファイナルアンサー〜（イラーシュ）

2022年
- モラルセンス〜君はご主人様〜（チョン・ジフ〈イ・ジュニョン〉）
- ライズ〜コートに輝いた希望（タナシス・アデトクンボ〈ラル・アガダ〉/タナシス・アデトクンボ 少年期〈チヌア・バラカ・ペイン〉）

#### ドラマ
2002年
- 刑事フォイル

2010年
- ドクター・フー ニュー・ジェネレーション（ローリー・ウィリアムズ〈アーサー・ダーヴィル〉 / ダーレク〈ニコラス・ブリッグス〉）

2011年
- ティーン・ウルフ（イーサン〈チャーリー・カーバー〉）

2012年
- コンティニアム CPS特捜班（アレック・サドラー〈エリック・ヌードセン〉）

2013年
- 星から来たあなた（イ・フィギョン〈パク・ヘジン〉）
- ロスト・ボーイズ（アンドリュー・アンディ・ラウ〈ジョエル・ロック〉）

2014年
- 殺人を無罪にする方法 シーズン1 #4（パックス・カーティス〈ニコ・ペパイ〉）

2015年
- CSI:サイバー シーズン1 #7

2016年
- JUSTIFIED 俺の正義（ティム・ガターソン〈ジェイコブ・ピッツ〉）
- PERSON of INTEREST 犯罪予知ユニット シーズン5 #5
- マーベル ルーク・ケイジ

2017年
- マーベル ランナウェイズ（チェイス・ステイン〈グレッグ・サルキン〉）

2021年
- エミリー、パリへ行く シーズン2（2021-2022年、アルフィー〈ルシアン・ラヴィスカウント〉）
  - エミリー、パリへ行く シーズン3
  - エミリー、パリへ行く シーズン4

- ZeroZeroZero 宿命の麻薬航路（ドン・ステファノ〈ジュゼッペ・デ・ドミニコ〉）

2022年
- 今、私たちの学校は…（イ・スヒョク〈パク・ソロモン〉）
- 代理リベンジ（チ・スホン〈パク・ソロモン〉）

2023年
- D.P. -脱走兵追跡官- シーズン2（ソンミン〈ペ・ナラ〉）

2024年
- マスターズ・オブ・ザ・エアー（ジョン・イーガン〈カラム・ターナー〉）

#### アニメ
- ロボット・キッカーズ（2013年、ディノ）
- フェアリー・テイルズ 7人の小人とおとぎの国の大作戦（2014年、クラウディ）
- ベイマックス（2014年、ロボット・ファイト場の男性4）
- ミニオンズ（2015年、悪党）
- RWBY（2015年、ネプチューン・ヴァシリアス）
- ペット（2016年、ギレルモ）
- 兵馬俑の城（2023年、シャオバオ[165]）
- 龍族 -The Blazing Dawn-（2024年、ノノ〈諾諾〉）

### 特撮
- ルパンレンジャーVSパトレンジャーVSキュウレンジャー（2019年、リルス・リピッグの声）

### CM・PV
- 長谷工グループTVCM「思い出を、ふやそう。」（2015年）
- パズドラTV「転校生」篇 / 「冬の青春」篇（2015年 - 2016年、ツン[166][167]）
- 日清食品　カレーメシ「こいつらガールズ予告 篇」（2019年、ちょろ夫）
- 映画『弱虫ペダル』永瀬廉×山下大輝 対談映像 PART1、2（2020年、ナレーション[168][169]）
- マスカレード・ナイト（2020年、新田浩介[170][171]）
- 第3回富士見ノベル大賞受賞作 朗読PV 『やおよろず百貨店の祝福』/『焔の舞姫』/『EAT 悪魔捜査官ティモシー・デイモン』（2021年[172]）
- 丸大食品『おうちで焼き立て 塩パンあんマーガリンサンド劇場』（2021年、シオン[173]）
- KADOKAWA ジーンピクシブ「ゆるキュンBL（ボーイズライフ）」（2023年、ナレーション[174]）
- 角川ビーンズ文庫「イチオシの猫系男子を猫が紹介!?」（2023年、ナレーション）

### ラジオ
※はインターネット配信。
- YAGアニメラボ（2009年、ニッポン放送）番組レポーター
- YAGアニメラボ 零（2010年、ポッドキャスト※）
- 中島ヨシキのフブラジ（2016年 - 、CBCラジオ）
- アーサー・大紀・ヨシキのカレイドスコープ・パーティー（2016年 - 2018年、ニコニコ動画※）[175]
- マジカルデイズ the RADIO Parade（2016年、アニメイトタイムズ※）[176]
- 伊東健人と中島ヨシキがあなたを夢中にさせるラジオ〜ゆめラジ〜（2016年 - 、ニコニコ動画※）
- アイドルマスター SideM ラジオ 315プロNight!（2017年、2020年、ニコニコ生放送※）
- BAR DEAR+（2017年、超!A&G+※）[177]
- 月刊 新・男前通信１月号〜月刊　中島ヨシキ（2018年1月、文化放送モバイルplus※）
- 石川界人・中島ヨシキの10分ダベる?（2019年 - 2020年、マンガPark※）
- HELIOS Rising Heroes ラジオ マンデーナイトヒーロー（2019年 - 、音泉※）
- 中島ヨシキ&鈴木崚汰のBrilliant Luxury!（2020年 - 2021年、ニコニコ動画※）
- プランダラジオ（2020年、音泉※）[178]
- 中島ヨ式 → 中島ヨ式2（2020年 - 2023年、超!A&G+※）[7][179]
- 中島ヨシキと梶原岳人のソニラジ!!（2022年 - 、「東京カラーソニック!!」公式YouTubeチャンネル※）
- ブランディア presents 眠れる森の美しいモノたち（2022年、7月出演）
- 『永茜高校放送研究会』ミニラジオ（2023年 5月出演、「Opus.COLORs」公式YouTubeチャンネル※）
- ミらい、ツくる、イいこと話（2023年 11月出演、ミドリオ役 ポッドキャスト※）
- Paradox Live Dope Radi（2024年 8月出演、文化放送）

### テレビ番組
※はインターネット配信。
- 声優戦隊ボイストーム7（2013年、日本テレビ）実写パート 『cafe*soffive』
- 中島ヨシキのザックリエイト（2016年 - 、ニコニコ生放送※）
- 僕ら的には理想の落語（2021年、TOKYO MX） - 妄想亭万識 役
- 中島ヨシキの攻略方程式!（2021年 - 、OPENREC.tv※）

### 舞台
- 81PRODUCE Presents若手リーディング公演　声瞬-SEISHUN-[180]
  - 猿飛佐助（猿飛佐助）
- 初恋企画
  - 初恋企画 The First Project「初恋企画」（2012年4月21日、22日）
  - 初恋企画 The Second Project「天使が呼んでる」（2012年10月13日、14日）
  - 初恋企画 The Third Project「恋椿 / アオときびなご」（2013年5月10日 - 12日）
  - 初恋企画 3.5公演！（2013年11月10日）
- 大井町クリームソーダ
  - クリコとクリオの2週間「告白の部屋」（2019年12月7日）

### 朗読劇
2015年
- Key Project presents 朗読劇「Star〜星を探して」（2015年7月12日、原宿ストロボカフェ） - 篠宮旭 役

2016年
- ニッポン朗読アカデミー課外授業『朗読劇TARO 語り継がれし物語・異聞』（2016年11月1日、DDD青山クロスシアター）

2017年
- 声の優れた俳優によるドラマリーディング 日本文学名作選 第四弾『三四郎 / 門』『それから』（2017年5月2日・4日・5日、紀伊国屋サザンシアター）
- ニッポン朗読アカデミー課外授業 『朗読劇 シンデレラ裁判〜愛は赤い毒〜』（2017年5月24日・25日・26日、文化放送メディアプラスホール）
- 声の優れた俳優によるドラマリーディング 日本文学名作選 第五弾『銀河鉄道の夜』（2017年10月18日、TOKYO FMホール） - ジョバンニ 役

2018年
- 音楽朗読劇『ジキルvsハイド』（2018年3月20日、TOKYO FMホール） - アタソン 役 他
- 声の優れた俳優によるドラマリーディング 日本文学名作選 第六弾『舞姫事件-鴎外輪舞曲-』（2018年4月10日、紀伊国屋サザンシアター） - 相沢謙吉 役
- ニッポン朗読アカデミー 朗読劇『謎解きはディナーのあとで』（2018年5月6日、博品館劇場） - 影山 役 他
- 朗読で描く海外名作シリーズ 音楽朗読劇『シラノ』（2018年8月14日、TOKYO FM HALL） - シラノ 役
- 声の優れた俳優によるドラマリーディング 日本文学名作選 第七弾『三つの愛と、殺人—芥川 太宰 安吾—』（2018年10月10日、紀伊国屋サザンシアター） - 多襄丸 役

2019年
- 音楽朗読劇『ザ・グレイト・ギャツビー』（2019年1月11日、TOKYO FM HALL） - ギャツビー 役
- 朗読劇『スマホを落としただけなのに』（2019年1月30日・2月2日、博品館劇場） - 男A 役
- 声の優れた俳優によるドラマリーディング 海外文学名作選 第一弾『ハムレット』（2019年2月3日、紀伊国屋サザンシアター） - ハムレット 役
- 声の優れた俳優によるドラマリーディング 日本文学名作選 第八弾『草枕―漱石とグールド―』（2019年2月8日、紀伊国屋サザンシアター）
- ー現代の語り部、声優による日本神話 朗読劇『古事記 -出雲国神話集-』（2019年3月2日、出雲大社 東神苑）
- CHILL CHILL BOX〜4th.presents〜カフェオレは君の甘い香り（2019年4月28日、サンパール荒川） - 向井隼人 役
- 声の優れた俳優によるドラマリーディング 日本文学名作選 第九弾『こゝろ』（2019年5月1日・3日、紀伊国屋サザンシアター） - 私 役
- 朗読で描く海外名作シリーズ 音楽朗読劇『レ・ミゼラブル』（2019年8月10日・11日、TOKYO FM HALL） - ジャン・ヴァルジャン 役
- 朗読で描く日本の古典シリーズ 朗読劇『源氏物語〜奥ゆかしき恋の果て〜』（2019年8月24日、TOKYO FM HALL） - 光源氏 役
- 音楽朗読劇『ジキルvsハイド』（2019年11月4日・30日、神奈川県立青少年センター紅葉坂ホール）ジキル博士/ハイド氏、アタソン 役
- 声のプロフェッショナルが奏でるリーディングシェイクスピア 朗読劇『ロミオとジュリエット』（2019年12月22日、サンシャイン劇場） - ロミオ 役

2020年
- 朗読劇『スマホを落としただけなのに 囚われの殺人鬼』（2020年1月11日・18日、博品館劇場）男A、男C 役
- 朗読で描く海外名作シリーズ 音楽朗読劇『嵐が丘』（2020年2月18日、TOKYO FM HALL） - ヒースクリフ 役
- 【うち劇】巡り巡るKISSの物語（2020年8月9日、オンライン配信） - ⼾⽥耕助 役
- 朗読で描く海外名作シリーズ 音楽朗読劇『オペラ座の怪人』（2020年9月6日、神奈川県立青少年センター 紅葉坂ホール） - オペラ座の怪人 役
- 配信朗読劇「人間椅子」（2020年10月15日、オンライン配信）
- 声のプロフェッショナルが奏でる日本文学『吾輩は猫であるー始まりの漱石ー』（2020年10月31日、紀伊国屋サザンシアター） - 夏目金之助 主人 役 他
- 声のプロフェッショナルが奏でるリーディングシェイクスピア『マクベス』（2020年11月29日・12月4日、池袋サンシャイン劇場） - バンクォー、マクベス 役 他
- 声優が魅了する日本怪談話 朗読劇『流離う魂ー小泉八雲の世界ー』（2020年12月25日、紀伊国屋サザンシアター） - 小泉八雲 役

2021年
- 朗読で描くミステリー『シャーロック・ホームズ〜特別なあのひと〜』（2021年1月5日、紀伊國屋サザンシアター） - シャーロック・ホームズ 役
- 朗読劇『スマホを落としただけなのに 戦慄するメガロポリス』（2021年3月10日・11日、博品館劇場） - 瀧嶋慎一、桐野良一 役
- オンライン朗読劇『イツキトハル』（2021年3月27日） - ハル 役
- 朗読劇『私の頭の中の消しゴム 12th Letter』（2021年5月3日、よみうり大手町ホール） - 浩介 役
- ハニーミルク5周年×Mixa BL朗読シリーズVol.4「気ままなアイツを飼いならせ」（2021年7月3日、Mixalive TOKYO Hall Mixa） - 東雲 役
- 朗読と能で描く陰陽師と鬼の世界 幽玄朗読舞『KANAWA』（2021年8月3日・5日、博品館劇場） - 藤原和人 役
- 朗読舞踊劇 Tales of Love『お七 ー最初で最後の恋ー』（2021年9月10日、よみうり大手町ホール） - 吉三郎 役
- 声のプロフェッショナルが奏でる日本文学『三つの愛と、厄災（パンデミック）』（2021年10月15日、紀伊國屋サザンシアター） - 男1（私） 役　他
- 『全国5大都市ツアー朗読劇「三国志」〜誓いの調べ〜』（2021年11月7日、Zepp Fukuoka） - 関羽 役
- CHILL CHILL BOX 7th朗読劇「召喚IP！〜社畜とヴァンプ〜」（2021年11月23日、カルッツかわさき） -  槇島維知郎 役

2022年
- READING MUSEUM「デッドロックド・デリヴァリーズ〜百万探偵都市の殺人宅配〜」（2022年1月30日、Mixalive TOKYO） - クロス 役
- TACT FESTIVAL2022 ティーンズのための朗読音楽劇「夜と霧」（2022年5月7日、シアターイースト）
- オールナイトニッポン55周年記念公演  朗読劇「太陽のかわりに音楽を。2022」（2022年5月15日、博品館劇場） - トロイ／木元宕馬 役
- オンライン生朗読劇「攻めたい二人〜ヤるか、ヤられるか〜」（2022年6月5日、オンライン配信） - 右京真 役
- 朗読劇「世界から猫が消えたなら」（2022年6月18日・19日、シアター1010） - 僕、親友 役
- リーディングシング「F ショパンとリスト」（2022年7月9日、東京証券会館ホール） - フレデリク・ショパン 役
- 朗読劇「ドラキュラ」（2022年8月21日、TOKYO FMホール） - ドラキュラ伯爵、ジョナサン・ハーカー 役
- アニマックス朗読劇「ハニーレモンソーダ」（2022年9月4日、ヒューリックホール東京） - 三浦界 役
- 朗読喫茶「噺の籠」 9月11日川越店（2022年9月11日、川越西文化会館 メルト）
- 幽玄朗読舞「SEIMEI〜道成寺伝説より〜」（2022年10月30日、博品館劇場） - 安倍晴明 役
- 朗読劇 「君の膵臓をたべたい」（2022年12月10日・11日、ニッショーホール） - ガムの彼 役

2023年
- アクション朗読劇「怪盗探偵山猫〜黒羊の挽歌〜」（2023年1月14日、ニッショーホール）
- 江戸川乱歩 名作朗読劇『孤島の鬼』（2023年1月25日、紀伊國屋サザンシアター TAKASHIMAYA） - 諸戸道雄 役
- 朗読劇『武士とジェントルマン』（2023年2月2日・5日、サンシャイン劇場） - 隼人 役
- ‐音読Stage- Story of Songs Track1 ORANGE RANGE（2023年2月12日、ヒューリックホール東京）
- THE IDOLM@STER SideM PASSIONABLE READING SHOW -超常事変〜対立スル正義〜-（2023年3月12日、武蔵野の森総合スポーツプラザ メインアリーナ） - 山下次郎 役
- 朗読劇「晴れのち四季部」（2023年4月9日、アウラホール） - 一瀬大和 役
- READING MUSEUM「デッドロックド・Dランカーズ〜百万探偵都市の最後のヨスガ〜」（2023年5月7日、日本教育会館） - キヨサト 役
- 声優朗読劇 フォアレーゼン 〜永遠のロリータ〜（2023年6月11日、恵庭市民会館 大ホール） - 殺人犯、他 役
- 朗読劇「胡蝶ノ、ユメ」（2023年8月18日、TOKYO FMホール） - 安養寺凌、他 役
- 戯曲音劇「竹取物語」（2023年9月2日、なかのZERO 大ホール） - 庫持の皇子 役
- CHILL CHILL BOX 11th朗読劇「レディ・アンダーソン商会の紳士たち」（2023年11月5日、一ツ橋ホール） - トビー・コールマン 役
- 声優朗読劇フォアレーゼン 〜尾瀬三郎物語〜（2023年11月26日、魚沼市小出郷文化会館 大ホール）
- 朗読劇「Sleigh Ride」（2023年12月17日、TIAT SKY HALL）

2024年
- THE IDOLM@STER SideM PASSIONABLE READING SHOW 〜天地四心伝〜（2024年2月10日、幕張イベントホール） - 山下次郎 役
- 江戸川乱歩 名作朗読劇「怪人二十面相－暗黒星－」（2024年3月2日、博品館劇場） 
- アニマックス朗読劇「坂道のアポロン」（2024年3月10日、草月ホール） - 川渕千太郎 役
- 「ネコたん！〜猫町怪異奇譚〜」（2024年5月11日、あうるすぽっと） - 雨宮将太 役
- 声優朗読劇フォアレーゼン～黒いリボンの葬列～（2024年9月8日、入善コスモホール）

2025年
- 朗読劇「君の膵臓をたべたい」2025（2025年4月5日・6日、日本青年館ホール） - ガム 役
- 岩井秀人（WARE）プロデュース「いきなり本読み！Voices」（2025年8月5日〈予定〉、草月ホール）

### その他コンテンツ
- コロコロテレフォン（2013年、音声サービス） - 戸屋ススム 役
- リアル宝探し 〜風魔からの挑戦〜 in 小田原（2017年）
- ボイレピ♪ 朝ごはん #18 中島ヨシキさんの声で作る「中東風フムストースト」（2021年）[235]
- 長崎県「九十九島水族館海きらら」音声ガイド（2021年）[236]
- ボイスシネマ 声優口演2022 in練馬（2022年8月20日、練馬文化センター）

## ディスコグラフィ

### キャラクターソング
| 発売日   | 商品名                                                                                  | 歌 | 楽曲                                                                                          | 備考 |
| 2015年   | 2015年                                                                                  | 2015年 | 2015年                                                                                        | 2015年 |
| -------- | --------------------------------------------------------------------------------------- | --- | --------------------------------------------------------------------------------------------- | --- |
| 10月21日 | THE IDOLM@STER SideM ST@RTING LINE -06 S.E.M                                            | S.E.M | 「∞ Possibilities」 「Study Equal Magic!」 「DRIVE A LIVE」                                   | ゲーム『アイドルマスター SideM』関連曲                                                                        |
| 12月23日 | あんさんぶるスターズ！ ユニットソングCD Vol.5 流星隊                                    | 流星隊 | 「夢ノ咲流星隊歌」 「天下無敵☆メテオレンジャー！」                                            | ゲーム『あんさんぶるスターズ！』関連曲                                                                        |
| 2016年   |                                                                                         | |                                                                                               | |
| 1月27日  | 校歌斉唱！私立茶熊学園                                                                  | ザック（中島ヨシキ）、フラン（小岩井ことり）、ミラ（下田屋有依） | 「微力ながらGO!」                                                                             | ゲーム『白猫プロジェクト』関連曲                                                                              |
| 1月27日  | 校歌斉唱！私立茶熊学園                                                                  | 茶熊学園生徒一同と学長 | 「校歌斉唱！私立茶熊学園」                                                                    | ゲーム『白猫プロジェクト』関連曲                                                                              |
| 8月24日  | 私立茶熊学園ベストアルバム                                                              | ザック（中島ヨシキ） | 「Breaking Dawn」                                                                             | ゲーム『白猫プロジェクト』関連曲                                                                              |
| 8月31日  | THE IDOLM@STER SideM 2nd ANNIVERSARY DISC 02 Beit & S.E.M                               | Beit、S.E.M | 「エウレカダイアリー」                                                                        | ゲーム『アイドルマスター SideM』関連曲                                                                        |
| 8月31日  | THE IDOLM@STER SideM 2nd ANNIVERSARY DISC 02 Beit & S.E.M                               | S.E.M | 「サ・ヨ・ナ・ラ Summer Holiday」                                                             | ゲーム『アイドルマスター SideM』関連曲                                                                        |
| 11月16日 | THE IDOLM@STER SideM ORIGIN@L PIECES 01                                                 | 山下次郎（中島ヨシキ） | 「GOLD 〜No.79〜」                                                                            | ゲーム『アイドルマスター SideM』関連曲                                                                        |
| 11月23日 | あんさんぶるスターズ！ ユニットソングCD 2nd Vol.05 流星隊                               | 流星隊 | 「五色のShooting☆Star!!!!!」 「流星花火」                                                     | ゲーム『あんさんぶるスターズ！』関連曲                                                                        |
| 2017年   |                                                                                         | |                                                                                               | |
| 2月1日   | Beyond The Dream                                                                        | 315プロダクション所属アイドル | 「Beyond The Dream」                                                                          | ゲーム『アイドルマスター SideM』テーマソング                                                                  |
| 2月1日   | Beyond The Dream                                                                        | 315プロダクション所属アイドル（インテリ） | 「Beyond The Dream」                                                                          | ゲーム『アイドルマスター SideM』テーマソング                                                                  |
| 2月10日  | THE IDOLM@STER SideM 2nd ANNIVERSARY SOLO COLLECTION                                    | 山下次郎（中島ヨシキ） | 「サ・ヨ・ナ・ラ Summer Holiday」                                                             | ゲーム『アイドルマスター SideM』関連曲                                                                        |
| 8月9日   | あんさんぶるスターズ！ ユニットソングCD 3rd Vol.01 流星隊                               | 流星隊 | 「SUPER NOVA REVOLU5TAR」 「GROWING STARRY DAYS」                                             | ゲーム『あんさんぶるスターズ！』関連曲                                                                        |
| 8月28日  | 倉橋トモ スペシャル付録CD「LOVE PLANET」                                                | アツト（中島ヨシキ） | 「LOVE PLANET」                                                                               | 『ピンクとまめしば』関連曲                                                                                    |
| 11月15日 | THE IDOLM@STER SideM ANIMATION PROJECT 01「Reason‼」                                    | 315 STARS（DRAMATIC STARS、Beit、S.E.M、High×Joker、W、Jupiter） | 「Reason‼」                                                                                   | テレビアニメ『アイドルマスター SideM』オープニングテーマ                                                      |
| 11月15日 | THE IDOLM@STER SideM ANIMATION PROJECT 01「Reason‼」                                    | DRAMATIC STARS、S.E.M、Jupiter | 「流星PARADE」                                                                                | テレビアニメ『アイドルマスター SideM』関連曲                                                                  |
| 12月13日 | THE IDOLM@STER SideM ANIMATION PROJECT 03「From Teacher To Future!」                    | S.E.M | 「From Teacher To Future!」                                                                   | テレビアニメ『アイドルマスター SideM』エンディングテーマ                                                      |
| 12月13日 | THE IDOLM@STER SideM ANIMATION PROJECT 03「From Teacher To Future!」                    | S.E.M | 「Reason!!」                                                                                  | テレビアニメ『アイドルマスター SideM』関連曲                                                                  |
| 2018年   |                                                                                         | |                                                                                               | |
| 1月31日  | THE IDOLM@STER SideM ANIMATION PROJECT 08「GLORIOUS RO@D」                              | 315 STARS（DRAMATIC STARS、Beit、S.E.M、High×Joker、Jupiter） | 「Beyond The Dream（第2話 Ver）」                                                             | テレビアニメ『アイドルマスター SideM』エンディングテーマ                                                      |
| 1月31日  | THE IDOLM@STER SideM ANIMATION PROJECT 08「GLORIOUS RO@D」                              | 315 STARS（DRAMATIC STARS、Beit、S.E.M、High×Joker、W、Jupiter） | 「DRIVE A LIVE（第13話 Ver）」                                                                | テレビアニメ『アイドルマスター SideM』エンディングテーマ                                                      |
| 1月31日  | THE IDOLM@STER SideM ANIMATION PROJECT 08「GLORIOUS RO@D」                              | 315 STARS（DRAMATIC STARS、Beit、S.E.M、High×Joker、W、Jupiter） | 「GLORIOUS RO@D」                                                                             | テレビアニメ『アイドルマスター SideM』挿入歌                                                                  |
| 2月28日  | アイドルマスター SideM BD・DVD第3巻特典CD 315 St@rry Collaboration 03 〜S.E.M&Jupiter〜 | S.E.M、Jupiter | 「Secret!Playful!Drive!」                                                                     | テレビアニメ『アイドルマスター SideM』関連曲                                                                  |
| 2月28日  | アイドルマスター SideM BD・DVD第3巻特典CD 315 St@rry Collaboration 03 〜S.E.M&Jupiter〜 | S.E.M | 「MOON NIGHTのせいにして」                                                                    | テレビアニメ『アイドルマスター SideM』関連曲                                                                  |
| 3月7日   | あんさんぶるスターズ！アルバムシリーズ 流星隊                                           | 流星隊 | 「アンリミテッド☆パワー!!!!!」                                                                | ゲーム『あんさんぶるスターズ！』関連曲                                                                        |
| 3月7日   | あんさんぶるスターズ！アルバムシリーズ 流星隊                                           | 南雲鉄虎（中島ヨシキ） | 「IRON HEART TIGER!」                                                                         | ゲーム『あんさんぶるスターズ！』関連曲                                                                        |
| 4月18日  | それじゃ、よろしく（Type-A）                                                            | 凪（中島ヨシキ）、氷雨（ランズベリー・アーサー）、CUBERS | 「それじゃ、よろしく」                                                                        | ゲーム『干支かれ』関連曲                                                                                      |
| 5月9日   | 鮭とイクラと893と娘                                                                     | 新田義史（中島ヨシキ） | 「鮭とイクラと893と娘」                                                                       | テレビアニメ『ヒナまつり』エンディングテーマ                                                                  |
| 6月6日   | ヒナまつり音楽集〜花も嵐も踏み越えて〜                                                  | 新田義史（中島ヨシキ）、ヒナ（田中貴子） | 「新田とヒナの物語」                                                                          | テレビアニメ『ヒナまつり』関連曲                                                                              |
| 8月22日  | Noble Bullet 03 大坂の陣グループ                                                        | ユキムラ（中島ヨシキ） | 「ウルトラミラクルアルティメット」                                                            | ゲーム『千銃士』関連曲                                                                                        |
| 9月26日  | TAKE A DREAM!!                                                                          | 三毛門紫音（蒼井翔太）、花房柳（古川慎）、浅霧巳影（立花慎之介）、柴咲真也（山口智広）、白華時雨（小林裕介）、槙千鶴（土岐隼一）、志部谷幽（畠中祐）、牛若湊（中島ヨシキ） | 「ゆめの世界へようこそ」                                                                      | ゲーム『DREAM!ing』関連曲                                                                                     |
| 12月19日 | THE IDOLM@STER SideM WakeMini! MUSIC COLLECTION 03                                      | 315 STARS（インテリ Ver.） | 「POKER FAITH -ポーカーフェイス-」                                                            | テレビアニメ『アイドルマスター SideM 理由あってMini!』エンディングテーマ                                      |
| 12月29日 | GHOST SONG 04.                                                                          | ドラキュラ（中島ヨシキ） | 「Love never dies」 「Insane Blood」                                                          | 『GHOST CONCERT』関連曲                                                                                       |
| 2019年   |                                                                                         | |                                                                                               | |
| 3月15日  | THE IDOLM@STER SideM WakeMini! SOLO COLLECTION 03 INTELLIGENCE Ver.                     | 山下次郎（中島ヨシキ） | 「POKER FAITH -ポーカーフェイス-」                                                            | テレビアニメ『アイドルマスター SideM 理由あってMini!』関連曲                                                  |
| 3月27日  | BLACK OUT/HAPPY ENTERTAINER 〜ゆめライブCD 黒寮VS白寮〜                                 | 竜ヶ崎仁（武内駿輔）、槙千鶴（土岐隼一）、志部谷幽（畠中祐）、牛若湊（中島ヨシキ） | 「BLACK OUT」                                                                                 | ゲーム『DREAM!ing』関連曲                                                                                     |
| 3月27日  | BLACK OUT/HAPPY ENTERTAINER 〜ゆめライブCD 黒寮VS白寮〜                                 | 望月悠馬（島﨑信長）、花房柳（古川慎）、新兎千里（花江夏樹）、獅子丸孝臣（内田雄馬）、針宮藤次（豊永利行）、三毛門紫音（蒼井翔太）、虎澤一生（深町寿成）、浅霧巳影（立花慎之介）、柴咲真也（山口智広）、白華時雨（小林裕介）、竜ヶ崎仁（武内駿輔）、槙千鶴（土岐隼一）、志部谷幽（畠中祐）、牛若湊（中島ヨシキ）、久磨凛太朗（柿原徹也）、ビアンキ由仁（天野七瑠）                                                                                       | 「TAKE A DREAM!!（特進生集合Ver.）」                                                          | ゲーム『DREAM!ing』関連曲                                                                                     |
| 5月10日  | THE IDOLM@STER SideM 4th ANNIVERSARY DISC「LIVE in your SMILE / DREAM JOURNEY」         | Altessimo、W、FRAME、彩、神速一魂、S.E.M、THE 虎牙道、Legenders | 「LIVE in your SMILE」                                                                        | ゲーム『アイドルマスター SideM』関連曲                                                                        |
| 6月5日   | BFF 〜Best Friends Forever                                                              | オオアライトライ | 「BFF 〜Best Friends Forever」 「はじまりの歌」 「Ride the WAVE!! - オオアライトライ Ver. -」 | 『WAVE!!』関連曲                                                                                              |
| 6月21日  | Ride the WAVE!!                                                                         | 波乗りボーイズ | 「Ride the WAVE!!」                                                                           | 『WAVE!!』関連曲                                                                                              |
| 7月3日   | セカイ系バラエティ 僕声シーズン2 サウンドトラック                                       | 恥ずかしがり隊 | 「Animal Onomatopoeiaでしゃべりたい」 「うぃ(いい)ー発音であたらすぃ(しい)―セカイ」           | バラエティ番組『セカイ系バラエティ 僕声 シーズン2』関連曲                                                     |
| 8月7日   | THE IDOLM@STER SideM WORLD TRE@SURE 09                                                  | 神谷幸広（狩野翔）、山下次郎（中島ヨシキ）、古論クリス（駒田航） | 「眠らぬ夜にスパシーバ！」 「MEET THE WORLD!（RUSSIA Ver.）」                                 | ゲーム『アイドルマスター SideM LIVE ON ST@GE!』関連曲                                                         |
| 8月14日  | Stars' Ensemble!                                                                        | 夢ノ咲ドリームスターズ | 「Stars' Ensemble!」                                                                          | テレビアニメ『あんさんぶるスターズ！』オープニングテーマ                                                      |
| 11月27日 | あんさんぶるスターズ！ EDテーマ集 VOL.04                                                | 流星隊 | 「メテオ・スクランブル☆流星隊！」                                                             | テレビアニメ『あんさんぶるスターズ！』エンディングテーマ                                                      |
| 12月18日 | THE IDOLM@STER SideM 5th ANNIVERSARY DISC 01 PRIDE STAR                                 | 315 ALLSTARS | 「PRIDE STAR」 「DRIVE A LIVE」 「Reason!!」 「GLORIOUS RO@D」                                | ゲーム『アイドルマスター SideM』関連曲                                                                        |
| 2020年   |                                                                                         | |                                                                                               | |
| 2月21日  | JAZZ-ON! Sessions 星屑寄れば文殊の知恵                                                  | 氷室奏斗（中島ヨシキ）、栢橋拓夢（河西健吾） | 「Exodus from 東京エンダーメフィスト 星屑旅団JAZZアレンジバージョン」                         | キャラクターCD『JAZZ-ON!』関連曲                                                                              |
| 3月6日   | THE IDOLM@STER SideM 5th ANNIVERSARY UNIT COLLECTION -PRIDE STAR-                       | S.E.M | 「PRIDE STAR」                                                                                | ゲーム『アイドルマスター SideM』関連曲                                                                        |
| 3月18日  | THE IDOLM@STER SideM 5th ANNIVERSARY DISC 04 FRAME&S.E.M&Legenders                      | S.E.M | 「√EVOLUTION」                                                                                | ゲーム『アイドルマスター SideM』関連曲                                                                        |
| 3月18日  | THE IDOLM@STER SideM 5th ANNIVERSARY DISC 04 FRAME&S.E.M&Legenders                      | FRAME、S.E.M、Legenders | 「Bet your intuition!」                                                                       | ゲーム『アイドルマスター SideM』関連曲                                                                        |
| 4月22日  | GHOST SONG xx.「SHOW TIME」                                                             | ドラキュラ（中島ヨシキ） | 「エウカリスティア」                                                                          | 『GHOST CONCERT』関連曲                                                                                       |
| 4月24日  | JAZZ-ON! Sessions 開闢≠Beginning                                                        | 鳴海ロラン（古川慎）、氷室奏斗（中島ヨシキ） | 「千本桜 星屑旅団JAZZアレンジバージョン」                                                     | キャラクターCD『JAZZ-ON!』関連曲                                                                              |
| 4月24日  | 序 -ハジマリ-                                                                           | 帷 | 「激情ノ彼方」 「Real in the dark」 「孤夜の共鳴」                                            | キャラクターCD『帷』関連曲                                                                                    |
| 4月24日  | 絶対BLになる世界VS絶対BLになりたくない男                                                | 主人公（中島ヨシキ） | 「NO MORE BL 〜Break the flag!〜」                                                            | ドラマCD『絶対BLになる世界VS絶対BLになりたくない男』関連曲                                                    |
| 7月22日  | DREAM!ing ゆめライブCD side BLACK                                                       | 志部谷幽（畠中祐）、牛若湊（中島ヨシキ） | 「SEESAW FRIENDS」                                                                            | ゲーム『DREAM!ing』関連曲                                                                                     |
| 7月31日  | 帷 Drama innovation                                                                     | 帷 | 「daybreak」                                                                                  | キャラクターCD『帷』関連曲                                                                                    |
| 8月26日  | BRAND NEW STARS!!                                                                       | ESオールスターズ | 「BRAND NEW STARS!!」                                                                         | ゲーム『あんさんぶるスターズ!!』主題歌                                                                        |
| 8月26日  | BRAND NEW STARS!!                                                                       | ESオールスターズ | 「Walk with your smile」                                                                      | ゲーム『あんさんぶるスターズ!!』関連曲                                                                        |
| 8月26日  | THE IDOLM@STER SideM 5th ANNIVERSARY SOLO COLLECTION 03                                 | 山下次郎（中島ヨシキ） | 「√EVOLUTION」                                                                                | ゲーム『アイドルマスター SideM』関連曲                                                                        |
| 10月14日 | 伝説のサーフプリンス                                                                    | 波乗りボーイズ | 「伝説のサーフプリンス」                                                                      | 劇場アニメ『WAVE!!〜サーフィンやっぺ!!〜』オープニングテーマ                                                  |
| 10月14日 | 伝説のサーフプリンス                                                                    | 波乗りボーイズ | 「SURFDAYS」                                                                                  | NSA公認サーフィン応援ソング                                                                                   |
| 11月4日  | HELIOS Rising Heroes エンディングテーマ Vol.2                                           | イーストセクター | 「Extreme game」                                                                              | ゲーム『エリオスライジングヒーローズ』エンディングテーマ                                                      |
| 11月27日 | pioniX Xtory -起-                                                                       | pioniX | 「SHINE FOR US」                                                                              | キャラクターCD『pioniX』関連曲                                                                                |
| 12月25日 | pioniX Xtory -承-                                                                       | pioniX | 「doubt」                                                                                     | キャラクターCD『pioniX』関連曲                                                                                |
| 2021年   |                                                                                         | |                                                                                               | |
| 1月20日  | 刺激サーファーボーイ！/One more chance, One Ocean                                       | 波乗りボーイズ | 「刺激サーファーボーイ！」                                                                    | テレビアニメ『WAVE!!〜サーフィンやっぺ!!〜』オープニングテーマ                                                |
| 1月20日  | 刺激サーファーボーイ！/One more chance, One Ocean                                       | 波乗りボーイズ | 「One more chance, One Ocean」                                                                | テレビアニメ『WAVE!!〜サーフィンやっぺ!!〜』エンディングテーマ                                                |
| 1月28日  | pioniX Xtory -転-                                                                       | pioniX | 「キミへ」                                                                                    | キャラクターCD『pioniX』関連曲                                                                                |
| 2月3日   | AAside                                                                                  | 七星 蓮（伊藤昌弘）× 旭 那由多（小笠原仁）× FELIX（ランズベリー・アーサー）× 神ノ島風太（中島ヨシキ）× 宇治川紫夕（榊原優希） | 「AAside」                                                                                    | ゲーム『アルゴナビス from BanG Dream! AAside』関連曲                                                          |
| 2月7日   | THE IDOLM@STER SideM UNIT COLLECTION -MEET THE WORLD!-                                  | 315 ALLSTARS | 「MEET THE WORLD!」                                                                           | ゲーム『アイドルマスター SideM』関連曲                                                                        |
| 2月7日   | THE IDOLM@STER SideM UNIT COLLECTION -MEET THE WORLD!-                                  | S.E.M | 「MEET THE WORLD!」                                                                           | ゲーム『アイドルマスター SideM』関連曲                                                                        |
| 2月24日  | BEAT BLUE BEAT                                                                          | オオアライトライ | 「One more chance, One Ocean」                                                                | テレビアニメ『WAVE!!〜サーフィンやっぺ!!〜』エンディングテーマ                                                |
| 2月24日  | BEAT BLUE BEAT                                                                          | オオアライトライ | 「BEAT BLUE BEAT」                                                                            | 劇場アニメ『WAVE!!〜サーフィンやっぺ!!〜』エンディングテーマ                                                  |
| 2月24日  | BEAT BLUE BEAT                                                                          | オオアライトライ | 「SURFDAYS」                                                                                  | 劇場アニメ『WAVE!!〜サーフィンやっぺ!!〜』関連曲                                                              |
| 2月24日  | あんさんぶるスターズ!! ESアイドルソング season1 流星隊                                  | 流星隊 | 「彗星HALATION」 「BRAND NEW STARS!!」                                                        | ゲーム『あんさんぶるスターズ!!』関連曲                                                                        |
| 2月26日  | pioniX Xtory -結-                                                                       | pioniX | 「Ready to fly」                                                                              | キャラクターCD『pioniX』関連曲                                                                                |
| 3月26日  | 妄想亭のテーマ                                                                          | 妄想亭一門 | 「妄想亭のテーマ」                                                                            | テレビ番組『僕ら的には理想の落語』主題歌                                                                      |
| 4月7日   | THE IDOLM@STER SideM NEW STAGE EPISODE:13 S.E.M                                         | S.E.M | 「Happy's Birthday」 「NEXT STAGE!」                                                          | ゲーム『アイドルマスター SideM』関連曲                                                                        |
| 5月28日  | X Lied Project pioniX SEASONS 「春惜しむ」                                              | pioniX | 「春風」                                                                                      | キャラクターCD『pioniX』関連曲                                                                                |
| 6月23日  | FUSIONIC STARS!!                                                                        | ESオールスターズ | 「FUSIONIC STARS!!」                                                                          | ゲーム『あんさんぶるスターズ!!』関連曲                                                                        |
| 8月25日  | HELIOS Rising Heroes エンディングテーマ Vol.5                                           | グレイ・リヴァース（岡本信彦）、ビリー・ワイズ（中島ヨシキ） | 「TRUE FRIEND」                                                                               | ゲーム『エリオスライジングヒーローズ』エンディングテーマ                                                      |
| 8月27日  | X Lied Project pioniX SEASONS 「炎昼」                                                  | pioniX | 「Glare Down」                                                                                | キャラクターCD『pioniX』関連曲                                                                                |
| 9月29日  | THE IDOLM@STER SideM GROWING SIGN@L 01 Growing Smiles!                                  | 315 ALLSTARS | 「Growing Smiles!」 「DRIVE A LIVE」 「Beyond The Dream」 「NEXT STAGE!」                     | ゲーム『アイドルマスター SideM GROWING STARS』関連曲                                                          |
| 9月29日  | ファビュラスナイト Host-Song Reservation -Khaki- ヒメル                                 | 神水鶴久遠（広瀬裕也）、RYO-YA（中島ヨシキ）、INORIN（天﨑滉平） | 「PARADISE's DOOR feat. CLUB HIMMEL」 「シャンパンコール 〜ヒメル篇〜」                       | 『ファビュラスナイト』関連曲                                                                                  |
| 10月27日 | Into the noise                                                                          | α-TuNe | 「Into the noise」 「Call」                                                                   | 『Live us』関連曲                                                                                             |
| 10月27日 | 緑陰のGymnasium                                                                         | 山下次郎（中島ヨシキ）、ピエール（堀江瞬）、冬美旬（永塚拓馬）、黒野玄武（深町寿成）、卯月巻緒（児玉卓也）、北村想楽（汐谷文康） | 「Stories」                                                                                   | ゲーム『アイドルマスター SideM』関連曲                                                                        |
| 11月26日 | X Lied Project pioniX SEASONS「天高し」                                                 | pioniX | 「変身」                                                                                      | 『pioniX』関連曲                                                                                              |
| 2022年   |                                                                                         | |                                                                                               | |
| 1月8日   | THE IDOLM@STER SideM UNIT COLLECTION -Growing Smiles!-                                  | S.E.M | 「Growing Smiles!」                                                                           | ゲーム『アイドルマスター SideM GROWING STARS』関連曲                                                          |
| 1月22日  | あんさんぶるスターズ!! FUSION UNIT SERIES 06 流星隊 × Knights                           | 流星隊、Knights | 「青春Emergency」                                                                             | ゲーム『あんさんぶるスターズ!!』関連曲                                                                        |
| 1月22日  | あんさんぶるスターズ!! FUSION UNIT SERIES 06 流星隊 × Knights                           | 流星隊 | 「FUSIONIC STARS!!」                                                                          | ゲーム『あんさんぶるスターズ!!』関連曲                                                                        |
| 2月2日   | あんさんぶるスターズ!! ESアイドルソング season2 流星隊                                  | 流星隊 | 「熱血☆流星忍法帖」 「Heart Heat Beat」                                                       | ゲーム『あんさんぶるスターズ!!』関連曲                                                                        |
| 2月25日  | X Lied Project pioniX SEASONS「山眠る」                                                 | pioniX | 「No winter lasts forever.」                                                                  | 『pioniX』関連曲                                                                                              |
| 3月12日  | THE IDOLM@STER SideM PASSION@TE FORMATION -INTELLIGENCE-                                | 315 STARS（インテリVer.） | 「ANYWHERE」                                                                                  | ゲーム『アイドルマスター SideM GROWING STARS』関連曲                                                          |
| 3月12日  | THE IDOLM@STER SideM PASSION@TE FORMATION -INTELLIGENCE-                                | 山下次郎（中島ヨシキ） | 「ANYWHERE」                                                                                  | ゲーム『アイドルマスター SideM GROWING STARS』関連曲                                                          |
| 3月30日  | Paradox Live Openig Show -Road to Legend-                                               | VISTY | 「For my Stella」                                                                             | 『Paradox Live』関連曲                                                                                        |
| 6月22日  | あんさんぶるスターズ!! 7th Anniversary song Surprising Thanks!!                         | ESオールスターズ | 「Surprising Thanks!!」                                                                       | ゲーム『あんさんぶるスターズ!!』関連曲                                                                        |
| 6月29日  | ラジオCD「HELIOS Rising Heroes ラジオ マンデーナイトヒーロー」vol.2                     | フェイス・ビームス（ランズベリー・アーサー）、ビリー・ワイズ（中島ヨシキ） | 「メランコリックマンデーナイト」                                                              | ラジオ『HELIOS Rising Heroes ラジオ マンデーナイトヒーロー』テーマソング                                      |
| 8月24日  | ファビュラスナイト Host-Song Luxury “SYAKUNETSU”                                        | RYO-YA（中島ヨシキ） | 「PARADISE’s DOOR feat.RYO-YA」                                                               | 『ファビュラスナイト』関連曲                                                                                  |
| 8月26日  | 帷 陰陽シリーズ 陰 Black with high purity                                               | 帷 | 「月光」                                                                                      | 『帷』関連曲                                                                                                  |
| 8月31日  | Paradox Live -Road to Legend- Round1 “RAGE”                                             | VISTY | 「BE A STAR」                                                                                 | 『Paradox Live』関連曲                                                                                        |
| 9月30日  | 帷 陰陽シリーズ 陽 Lively and dazzling light                                            | 天城士欧（中島ヨシキ） | 「極祭色」                                                                                    | 『帷』関連曲                                                                                                  |
| 9月30日  | 帷 陰陽シリーズ 陽 Lively and dazzling light                                            | 帷 | 「limitbreak」                                                                                | 『帷』関連曲                                                                                                  |
| 11月9日  | THE IDOLM@STER SideM GROWING SIGN@L 13 S.E.M                                            | S.E.M | 「Multiple Entertainment Show!」 「Dance in the school!」                                     | ゲーム『アイドルマスター SideM GROWING STARS』関連曲                                                          |
| 12月21日 | THE IDOLM@STER SideM GROWING SIGN@L 15 Take a StuMp!                                    | 315 ALLSTARS | 「Take a StuMp!」                                                                             | ゲーム『アイドルマスター SideM GROWING STARS』関連曲                                                          |
| 2023年   |                                                                                         | |                                                                                               | |
| 1月18日  | GO FOR IT!!                                                                             | 315 STARS | 「GO FOR IT!!」                                                                               | ゲーム『アイドルマスター SideM GROWING STARS』関連曲                                                          |
| 2月1日   | ハンサンムロンダリング OP「Secret tears」                                               | 花丘槙尾（山下誠一郎）、善知鳥全（中島ヨシキ）、風見琉佳（伊東健人）、月城茅（木村良平） | 「Secret tears」                                                                              | 『ハンサンムロンダリング』関連曲                                                                              |
| 2月11日  | THE IDOLM@STER SideM UNIT COLLECTION -Take a StuMp!-                                    | S.E.M | 「Take a StuMp!」                                                                             | ゲーム『アイドルマスター SideM GROWING STARS』関連曲                                                          |
| 2月15日  | ファビュラスナイト Host-Song PRIDE -Another Eden- ヒメル                                | RYO-YA（中島ヨシキ） | 「Steamy Night」                                                                              | 『ファビュラスナイト』関連曲                                                                                  |
| 2月15日  | ファビュラスナイト Host-Song PRIDE -Another Eden- ヒメル                                | 神水鶴久遠（広瀬裕也）、RYO-YA（中島ヨシキ）、INORIN（天﨑滉平） | 「男本☆シャンパンコール 〜楽園の秘めゴト篇〜」                                                | 『ファビュラスナイト』関連曲                                                                                  |
| 2月22日  | UniteUp! Anela 希望の声 EP                                                              | Anela | 「希望の声」 「TARGET」 「君の手」 「Break border」                                           | テレビアニメ『UniteUp!』関連曲                                                                                |
| 3月11日  | 幻想のUtopia/安寧のDystopia                                                             | 天ヶ瀬冬馬（寺島拓篤）、伊集院北斗（神原大地）、都築圭（土岐隼一）、神楽麗（永野由祐）、渡辺みのり（高塚智人）、信玄誠司（増元拓也）、華村翔真（バレッタ裕）、清澄九郎（中田祐矢）、伊瀬谷四季（野上翔）、神谷幸広（狩野翔）、卯月巻緒（児玉卓也）、水嶋咲（小林大紀）、橘志狼（古畑恵介）、舞田類（榎木淳弥）、山下次郎（中島ヨシキ）、円城寺道流（濱野大輝）、兜大吾（浦尾岳大）、九十九一希（比留間俊哉）、葛之葉雨彦（笠間淳）、北村想楽（汐谷文康） | 「安寧のDystopia」                                                                            | 舞台『THE IDOLM@STER SideM PASSIONABLE READING SHOW -超常事変〜対立スル正義〜-』エンディングテーマ            |
| 3月15日  | Virgin Moonlight                                                                        | 漣蒼士（中島ヨシキ） | 「Virgin Moonlight」                                                                          | テレビアニメ『漣蒼士に純潔を捧ぐ』主題歌                                                                      |
| 3月17日  | あんさんぶるスターズ!! シャッフルユニットソングコレクション vol.03                      | 鬼龍紅郎（神尾晋一郎）、三毛縞斑（鳥海浩輔）、南雲鉄虎（中島ヨシキ）、乙狩アドニス（羽多野渉）、漣ジュン（内田雄馬） | 「FIST OF SOUL」                                                                              | ゲーム『あんさんぶるスターズ!!』関連曲                                                                        |
| 6月23日  | キャラクターソングアルバム「SIDE ARTIST」                                               | 御来屋楓（中島ヨシキ）、桐乃江麻秀（鈴木崚汰） | 「NOVA」                                                                                      | テレビアニメ『Opus.COLORs』関連曲                                                                             |
| 6月28日  | あんさんぶるスターズ!! 8th Anniversary song One with One                                | ESオールスターズ | 「One with One」                                                                              | ゲーム『あんさんぶるスターズ!!』関連曲                                                                        |
| 6月30日  | pioniX XXシリーズvol.1 呂庵×士欧                                                        | 御風呂庵（千葉瑞己）、天城士欧（中島ヨシキ） | 「未完成Fighter」                                                                             | 『pioniX』関連曲                                                                                              |
| 7月26日  | THE IDOLM@STER SideM 49 ELEMENTS -14 S.E.M                                              | S.E.M | 「BeSide Emotion」                                                                            | 『アイドルマスター SideM』関連曲                                                                              |
| 7月26日  | THE IDOLM@STER SideM 49 ELEMENTS -14 S.E.M                                              | 山下次郎（中島ヨシキ） | 「Fireworks -Wanna Be A Star-」                                                               | 『アイドルマスター SideM』関連曲                                                                              |
| 9月29日  | pioniX XXシリーズvol.4 零×士欧                                                          | 数寄川零（田所陽向）、天城士欧（中島ヨシキ） | 「Brand New Voice」                                                                           | 『pioniX』関連曲                                                                                              |
| 10月4日  | THE IDOLM@STER SideM F＠NTASTIC COMBINATION〜BRAINPOWER!!〜 S.E.M                       | DRAMATIC STARS、S.E.M | 「Dramatic Anthem」 「Beyond The Dream」                                                      | ライブイベント『315 Production presents F＠NTASTIC COMBINATION LIVE 〜BRAINPOWER!!〜』関連曲                  |
| 10月4日  | THE IDOLM@STER SideM F＠NTASTIC COMBINATION〜BRAINPOWER!!〜 S.E.M                       | S.E.M | 「DRAMATIC NONFICTION (S.E.M Ver.)」                                                          | ライブイベント『315 Production presents F＠NTASTIC COMBINATION LIVE 〜BRAINPOWER!!〜』関連曲                  |
| 10月4日  | THE IDOLM@STER SideM F＠NTASTIC COMBINATION〜BRAINPOWER!!〜 DRAMATIC STARS              | DRAMATIC STARS、S.E.M | 「DRIVE A LIVE」                                                                              | ライブイベント『315 Production presents F＠NTASTIC COMBINATION LIVE 〜BRAINPOWER!!〜』関連曲                  |
| 10月28日 | THE IDOLM@STER SideM GROWING SIGN@L SOLO COLLECTION 03                                  | 山下次郎（中島ヨシキ） | 「Multiple Entertainment Show!」                                                              | 『アイドルマスター SideM』関連曲                                                                              |
| 10月28日 | THE IDOLM@STER SideM 8th STAGE THEME SONG「Hands & Claps!」                             | 315 ALLSTARS | 「Hands & Claps!」                                                                            | ライブイベント『THE IDOLM@STER SideM 8th STAGE 〜ALL H@NDS TOGETHER〜』テーマソング                           |
| 10月28日 | THE IDOLM@STER SideM 8th STAGE THEME SONG「Hands & Claps!」                             | 315 STARS（インテリVer.） | 「Hands & Claps!」                                                                            | ライブイベント『THE IDOLM@STER SideM 8th STAGE 〜ALL H@NDS TOGETHER〜』テーマソング                           |
| 2024年   |                                                                                         | |                                                                                               | |
| 2月10日  | 四心争乱 -天地一指-                                                                     | 山下次郎（中島ヨシキ）、葛之葉雨彦（笠間淳）、伊集院北斗（神原大地）、木村龍（濱健人）、円城寺道流（濱野大輝）、天ヶ瀬冬馬（寺島拓篤）、眉見鋭心（大塚剛央）、九十九一希（比留間俊哉）、神楽麗（永野由祐） | 「四心争乱 -天地一指-」                                                                       | 朗読劇『THE IDOLM@STER SideM PASSIONABLE READING SHOW 〜天地四心伝〜』主題歌                                  |
| 2月10日  | 四心争乱 -天地一指-                                                                     | 山下次郎（中島ヨシキ）、葛之葉雨彦（笠間淳）、円城寺道流（濱野大輝）、天ヶ瀬冬馬（寺島拓篤）、眉見鋭心（大塚剛央） | 「Side 藍、紅、二藍」                                                                         | 朗読劇『THE IDOLM@STER SideM PASSIONABLE READING SHOW 〜天地四心伝〜』主題歌                                  |
| 2月10日  | THE IDOLM@STER SideM UNIT COLLECTION -Hands & Claps!-                                   | S.E.M | 「Hands & Claps!」                                                                            | 『アイドルマスター SideM』関連曲                                                                              |
| 6月26日  | Stars' Ensemble!                                                                        | 夢ノ咲ドリームスターズ | 「Stars' Ensemble!」                                                                          | ゲーム『あんさんぶるスターズ!!』関連曲                                                                        |
| 6月26日  | BRAND NEW STARS!!                                                                       | ESオールスターズ | 「BRAND NEW STARS!!」 「Walk with your smile」                                                | ゲーム『あんさんぶるスターズ!!』関連曲                                                                        |
| 6月26日  | FUSIONIC STARS!!                                                                        | ESオールスターズ | 「FUSIONIC STARS!!」                                                                          | ゲーム『あんさんぶるスターズ!!』関連曲                                                                        |
| 7月13日  | THE IDOLM@STER SideM 9th STAGE THEME SONG「Gather Round!」                              | 315 ALLSTARS | 「Gather Round!」                                                                             | ライブイベント『THE IDOLM@STER SideM 9th STAGE ～MIR＠-CIRCLE CRESCENDO～』テーマソング                       |
| 7月13日  | THE IDOLM@STER SideM 9th STAGE THEME SONG「Gather Round!」                              | 315 STARS（インテリVer.） | 「Gather Round!」                                                                             | ライブイベント『THE IDOLM@STER SideM 9th STAGE ～MIR＠-CIRCLE CRESCENDO～』テーマソング                       |
| 7月31日  | THE IDOLM@STER SideM CIRCLE OF DELIGHT 15 S.E.M                                         | S.E.M | 「Life’s Side Menu!」 「Eterniteen Age!!!」                                                   | 『アイドルマスター SideM』関連曲                                                                              |
| 2025年   |                                                                                         | |                                                                                               | |
| 7月28日  | ドラマチックLOVE -キンパラ Special Session ver.-                                        | 一条シン（寺島惇太）、香賀美タイガ（畠中祐）、十王院カケル（八代拓）、鷹梁ミナト（五十嵐雅）、朱雀野アレン（梶原岳人）、矢戸乃上珂波汰（小林裕介）、大和憧吾（中島ヨシキ）、犬飼憂人（古川慎） | 「ドラマチックLOVE -キンパラ Special Session ver.-」                                          | 劇場アニメ『KING OF PRISM-Your Endless Call-み〜んなきらめけ!プリズム☆ツアーズ』関連曲 『Paradox Live』関連曲 |

### その他参加楽曲
| 発売日         | 商品名                                                             | 歌                   | 楽曲 | 備考                                                                         |
| -------------- | ------------------------------------------------------------------ | -------------------- | --- | ---------------------------------------------------------------------------- |
| 2013年12月18日 | 声優戦隊ボイストーム7 音楽集 ボイストームミュージック              | soffive              | 「C.A.L.L.I.N.G」 | モーションコミック『声優戦隊ボイストーム7』オープニングテーマ                |
| 2013年12月18日 | 声優戦隊ボイストーム7 音楽集 ボイストームミュージック              | soffive              | 「VOICE OF LOVE」 「君の帰る場所」 | モーションコミック『声優戦隊ボイストーム7』エンディングテーマ                |
| 2015年12月25日 | Dance with Devils ミュージカルコレクション「Dance with Destinies」 | Grimoire ensemble    | 「闇の花嫁」 「夜は明けない」 「闇の花嫁（Reprise）」 「闇の花嫁（Overture）」 | テレビアニメ『Dance with Devils』挿入歌                                      |
| 2017年8月4日   | 節歌集 -first-                                                     | UMake                | 「6月の約束」 「sweet sweet sweets」 「gift」 「明日に走り出した君へ」 | ラジオ『伊東健人と中島ヨシキがあなたを夢中にさせるラジオ〜ゆめラジ〜』関連曲 |
| 2017年10月27日 | DOUBLE DARE COVERS                                                 | ゆめラジ             | 「Vanilla」 「君の声に恋してる」 | ラジオ『伊東健人と中島ヨシキがあなたを夢中にさせるラジオ〜ゆめラジ〜』関連曲 |
| 2018年6月10日  | SUMMER☆MONSTER                                                     | UMake                | 「SUMMER☆MONSTER」 「つまんないや」 「星の海」 | ラジオ『伊東健人と中島ヨシキがあなたを夢中にさせるラジオ〜ゆめラジ〜』関連曲 |
| 2018年10月31日 | Make up a dream                                                    | UMake                | 「あなたを夢中にさせるうた」 「彼が眼鏡を外したら」 「SUMMER☆MONSTER（album version)」 「Rain song」 「kiss→kiss♡」 「White Wonder World!」 「I・MA・SHI・ME」 「sakura」 「僕はポンコツだけど」 | ラジオ『伊東健人と中島ヨシキがあなたを夢中にさせるラジオ〜ゆめラジ〜』関連曲 |
| 2019年3月6日   | HOME                                                               | UMake                | 「HOME」 「ショートヘアドリーマー」 「初めてリップを塗った朝」 | ラジオ『伊東健人と中島ヨシキがあなたを夢中にさせるラジオ〜ゆめラジ〜』関連曲 |
| 2019年9月25日  | ダブルレインボウ                                                   | UMake                | 「ダブルレインボウ」 「レシピ」 「晴れ男、晴れ女、雨男。」 | ラジオ『伊東健人と中島ヨシキがあなたを夢中にさせるラジオ〜ゆめラジ〜』関連曲 |
| 2019年12月20日 | ぎゅってしよ！ ゆめラジ ver.                                       | 伊東健人、中島ヨシキ | 「ぎゅってしよ！」 「声はAmplifier」 | インターネットラジオ局「ラジ友」テーマソング                                 |
| 2020年1月29日  | TRIPPER!!                                                          | UMake                | 「TRIPPER!!」 「SING ALONG!」 「パクチーブルース」 「Junction」 「それはきっと…夢、かい？」 「星の海（acoustic ver）」                                                                           | ラジオ『伊東健人と中島ヨシキがあなたを夢中にさせるラジオ〜ゆめラジ〜』関連曲 |
| 2020年1月29日  | TRIPPER!!                                                          | 中島ヨシキ           | 「PRIDE」 | ラジオ『伊東健人と中島ヨシキがあなたを夢中にさせるラジオ〜ゆめラジ〜』関連曲 |
| 2020年8月12日  | Darling!                                                           | UMake                | 「Darling!」 「花火」 「6月の約束」 「明日に走り出した君へ」 | ラジオ『伊東健人と中島ヨシキがあなたを夢中にさせるラジオ〜ゆめラジ〜』関連曲 |
| 2020年12月23日 | Merry.                                                             | UMake                | 「Merry.」 「六畳一間のエンターテイナー」 「sweet sweet sweets -Re Arrange-」 「Gift -Re Arrange-」                                                                                              | ラジオ『伊東健人と中島ヨシキがあなたを夢中にさせるラジオ〜ゆめラジ〜』関連曲 |

## 書籍
- 2023年  7月 7日「今日より明日、もっといいこと」 （KADOKAWA）[237]

### 写真集
※は電子書籍
- 2019年  3月 7日「UMake Photo Book Encounter」 （KADOKAWA）[238]伊東健人合同
- 2021年  3月26日「僕ら的には理想の落語 オフィシャルBOOK」 （東京ニュース通信社）[239]伊東健人、土田玲央、榊原優希合同
- 2021年  8月16日「中島ヨシキ写真集 Y」 （東京ニュース通信社）[9]
- 2021年12月24日「UMake 4th Live Tour Love Official Photo Book 無限の愛を、歌に込めて」 （東京ニュース通信社）[240]伊東健人合同
- 2022年  3月17日「中島ヨシキ Art JOURNEY」 （双葉社）[241]
- 2022年  4月22日「中島ヨシキ Art JOURNEY DIGITAL PHOTO BOOK special edition」※ （双葉社）

### 雑誌連載
- 声優MEN　中島ヨシキのARTjourney （2020年11月24日- 双葉社）